# البويردة
البويردة قرية مغربية تقع على ضفة المحيط الأطلسي ،جنوب مدينة الداخلة. إداريا، تنتمي البويردة إلى جماعة إمليلي في إقليم وادي الذهب التابع لجهة الداخلة وادي الذهب.

## الموقع الجغرافي
تقع البويردة على بعد كيلومترين من الطريق الوطنية رقم 1 ، في الجزء الرابط بين مدينة الداخلة و منطقة الكركرات، على بعد140 كيلومترا جنوب الداخلة.

## النشأة
تم إنشاء قرية البويردة سنة 2005 في إطار برنامج تنموي لوزارة الفلاحة والصيد البحري، يهدف إلى إنشاء قرى الصيادين ونقط تفريغ مجهزة على امتداد الساحل المغربي، من أجل تعزيز قطاع الصيد البحري وإنعاش الصيد التقليدي. و هي واحدة من القرى العشرة المنشأة في المناطق الجنوبية ( جهة العيون الساقية الحمراء و جهة الداخلة وادي الذهب ) ،